# Fu (cesarzowa)
Fu (chiń. 傅皇后; 1 p.n.e.) – znana również jako cesarzowa Xiao’ai (孝哀皇后). Jedyna żona cesarza Chin Ai

## Życiorys
Przyszła cesarzowa Fu była córką kuzyna babki swojego męża, konkubiny Fu, Fu Yana. Została żoną Liu Ai, księcia Dingtao na długo zanim został najpierw następcą tronu a później cesarzem. Po śmierci jego wuja, cesarza Chenga w 6 roku p.n.e. wstąpił na tron jako cesarz Ai i nadał Fu tytuł konkubiny w tym samym roku. Jej ojciec został mianowany markizem Kongxiang.
Małżeństwo to prawdopodobnie nigdy nie zostało skonsumowane – cesarz był homoseksualistą i wiadomo, że utrzymywał harem pełen chłopców i miewał faworytów, których obsypywał zaszczytami i bogactwem.
Kiedy cesarz zmarł po niespełna pięciu latach panowania, główna sojuszniczka cesarzowej, konkubina Fu już nie żyła od dwóch lat i nieoczekiwanie pozbawiono ją wsparcia rodziny – Wang Mang odebrał tytuły i pozycje jej ojca i krewnych. Fu nigdy też nie została cesarzową wdową – wkrótce odebrano jej tytuł cesarzowej i zdegradowano do rangi pospólstwa. Tego samego dnia popełniła samobójstwo.